# Karim Kamanzi
Karim Kamanzi (Kigali, Ruanda; 18 de marzo de 1983) es un exfutbolista de Ruanda que jugaba en la posición de delantero centro.

## Carrera

### Club
| Periodo   | Club                 |
| --------- | -------------------- |
| 1997      | SC Kiyovu Sport      |
| 1998      | APR FC               |
| 1999–2000 | Rayon Sports FC      |
| 2000–2001 | KAS Eupen            |
| 2001–2002 | Battice FC           |
| 2002–2006 | RCS Visé             |
| 2006-2008 | SHB Da Nang FC       |
| 2008–2010 | Enosi Alexandroupoli |

### Selección nacional
Jugó para Ruanda en cinco ocasiones de 1997 a 2004 y anotó un gol en el empate 1-1 ante Guinea en Bizerte por la Copa Africana de Naciones 2004.

## Logros
- Primera División de Ruanda (1): 1997/98
- Copa de Ruanda (1): 1997/98